# Oakland (Maine)
Oakland – miasto w Stanach Zjednoczonych, w stanie Maine, w hrabstwie Kennebec.